# 普萊恩維爾 (堪薩斯州)
普萊恩維爾（英語：Plainville）是一個位於美國堪薩斯州魯克斯縣的城市。

## 地方資料
根據2020年美國人口普查的數據，普萊恩維爾的面積為3.10平方千米，當中陸地面積為3.10平方千米，而水域面積為0.00平方千米。當地共有人口1746人，而人口密度為每平方千米563.23人。